# 2025-ös MotoGP-világbajnokság
A 2025-ös MotoGP-világbajnokság a sorozat hetvenhetedik idénye lesz. A bajnokságot a Nemzetközi Motor Szövetség (FIM) szervezi és bonyolítja le, ez a szakág legmagasabb szintű bajnoksága.
A címvédő Jorge Martín, aki első szatellit versenyzőként lett világbajnok a MotoGP történelmében.

## A szezon előtt

### Új motorfejlesztések
| Konstruktőr                       | Motor                 | Bemutató ideje | Bemutató helye       | Forrás        |
| --------------------------------- | --------------------- | -------------- | -------------------- | ------------- |
| Trackhouse MotoGP Team            | Aprilia RS-GP         | január 14.     | Charlotte            | [ 2 ] [ 3 ]   |
| Aprilia Racing                    | Aprilia RS-GP         | január 16.     | Milánó               | [ 4 ] [ 5 ]   |
| Gresini Racing MotoGP             | Desmosedici GP24      | január 18.     | Imola                | [ 6 ] [ 7 ]   |
| Ducati Lenovo Team                | Desmosedici GP25      | január 20.     | Madonna di Campiglio | [ 8 ] [ 9 ]   |
| Pertamina Enduro VR46 Racing Team | Desmosedici GP24/GP25 | január 25.     | Jakarta              | [ 10 ] [ 11 ] |
| Red Bull KTM Factory Racing       | KTM RC16              | január 30.     | Online               | [ 12 ] [ 13 ] |
| Red Bull KTM Tech3                | KTM RC16              | január 30.     | Online               | [ 12 ] [ 13 ] |
| Prima Pramac Yamaha               | YZR-M1                | január 31.     | Kuala Lumpur         | [ 14 ] [ 15 ] |
| Monster Energy Yamaha MotoGP Team | YZR-M1                | január 31.     | Kuala Lumpur         | [ 16 ] [ 17 ] |
| Honda HRC Castrol                 | RC213V                | február 1.     | Jakarta              | [ 18 ] [ 19 ] |
| Honda LCR                         | RC213V                | február 8.     | Bangkok              | [ 20 ] [ 21 ] |

## Tesztek

### A szezon előtt

#### Barcelonai hivatalos teszt
| Dátum              | Helyszín                | Pálya                           | Leggyorsabb versenyző | Csapat                | Idő      | Kör   | Forrás(ok)    |
| ------------------ | ----------------------- | ------------------------------- | --------------------- | --------------------- | -------- | ----- | ------------- |
| 2024. november 19. | Montmeló, Spanyolország | Circuit de Barcelona-Catalunya, | Álex Márquez          | Gresini Racing MotoGP | 1:38,803 | 36/61 | [ 22 ] [ 23 ] |

##### Shakedown-teszt
| Dátum            | Helyszín         | Pálya                        | Leggyorsabb versenyző | Csapat                            | Idő      | Forrás(ok)    |
| ---------------- | ---------------- | ---------------------------- | --------------------- | --------------------------------- | -------- | ------------- |
| 2025. január 31. | Sepang, Malajzia | Sepang International Circuit | Pol Espargaró         | Red Bull KTM Factory Racing       | 1:59,691 | [ 24 ] [ 25 ] |
| 2025. február 1. | Sepang, Malajzia | Sepang International Circuit | Álex Rins             | Monster Energy Yamaha MotoGP Team | 1:58,745 | [ 26 ] [ 27 ] |
| 2025. február 2. | Sepang, Malajzia | Sepang International Circuit | Fabio Quartararo      | Monster Energy Yamaha MotoGP Team | 1:57,794 | [ 28 ] [ 29 ] |

##### Sepangi hivatalos teszt
| Dátum            | Helyszín         | Pálya                        | Leggyorsabb versenyző | Csapat                            | Idő      | Kör   | Forrás(ok)    |
| ---------------- | ---------------- | ---------------------------- | --------------------- | --------------------------------- | -------- | ----- | ------------- |
| 2025. február 5. | Sepang, Malajzia | Sepang International Circuit | Fabio Quartararo      | Monster Energy Yamaha MotoGP Team | 1:57,555 | 50/54 | [ 30 ] [ 31 ] |
| 2025. február 6. | Sepang, Malajzia | Sepang International Circuit | Franco Morbidelli     | Pertamina Enduro VR46 Racing Team | 1:57,210 | 18/57 | [ 32 ] [ 33 ] |
| 2025. február 7. | Sepang, Malajzia | Sepang International Circuit | Álex Márquez          | Gresini Racing MotoGP             | 1:56,493 | 15/50 | [ 34 ] [ 35 ] |

##### Burirami hivatalos teszt
| Dátum             | Helyszín          | Pálya                       | Leggyorsabb versenyző | Csapat             | Idő      | Kör   | Forrás(ok)    |
| ----------------- | ----------------- | --------------------------- | --------------------- | ------------------ | -------- | ----- | ------------- |
| 2025. február 12. | Buriram, Thaiföld | Chang International Circuit | Marc Márquez          | Ducati Lenovo Team | 1:29,184 | 46/47 | [ 36 ] [ 37 ] |
| 2025. február 13. | Buriram, Thaiföld | Chang International Circuit | Marc Márquez          | Ducati Lenovo Team | 1:28,855 | 28/39 | [ 38 ] [ 39 ] |

#### Jerezi hivatalos teszt
| Dátum             | Helyszín                            | Pálya                          | Leggyorsabb versenyző | Csapat             | Idő      | Kör   | Forrás(ok)    |
| ----------------- | ----------------------------------- | ------------------------------ | --------------------- | ------------------ | -------- | ----- | ------------- |
| 2025. április 28. | Jerez de la Frontera, Spanyolország | Circuito de Jerez-Ángel Nieto, | Marc Márquez          | Ducati Lenovo Team | 1:35,876 | 26/79 | [ 40 ] [ 41 ] |

#### Aragóniai hivatalos teszt
| Dátum           | Helyszín               | Pálya                       | Leggyorsabb versenyző | Csapat             | Idő      | Kör   | Forrás(ok)    |
| --------------- | ---------------------- | --------------------------- | --------------------- | ------------------ | -------- | ----- | ------------- |
| 2025. június 9. | Alcañiz, Spanyolország | Ciudad del Motor de Aragón, | Maverick Viñales      | Red Bull KTM Tech3 | 1:45,694 | 46/47 | [ 42 ] [ 43 ] |

## Csapatok és versenyzők
Az összes résztvevő Michelin abroncsokkal teljesíti a szezont.
| Csapat                               | Konstruktőr | Motor            | Rajtszám | Versenyző             | Fordulók  |
| ------------------------------------ | ----------- | ---------------- | -------- | --------------------- | --------- |
| Aprilia Racing                       | Aprilia     | RS-GP 25         | 1        | Jorge Martín          | 4, 12–    |
| Aprilia Racing                       | Aprilia     | RS-GP 25         | 32       | Lorenzo Savadori      | 1–3, 5–11 |
| Aprilia Racing                       | Aprilia     | RS-GP 25         | 72       | Marco Bezzecchi       | 1–        |
| Trackhouse MotoGP Team               | Aprilia     | RS-GP 25         | 25       | Raúl Fernández        | 1–        |
| Trackhouse MotoGP Team               | Aprilia     | RS-GP 25         | 79       | Ogura Ai              | 1–7, 9–   |
| Ducati Lenovo Team                   | Ducati      | Desmosedici GP25 | 63       | Francesco Bagnaia     | 1–        |
| Ducati Lenovo Team                   | Ducati      | Desmosedici GP25 | 93       | Marc Márquez          | 1–        |
| Pertamina Enduro VR46 Racing Team    | Ducati      | Desmosedici GP24 | 21       | Franco Morbidelli     | 1–11      |
| Pertamina Enduro VR46 Racing Team    | Ducati      | Desmosedici GP25 | 49       | Fabio Di Giannantonio | 1–        |
| Gresini Racing MotoGP                | Ducati      | Desmosedici GP24 | 54       | Fermín Aldeguer       | 1–        |
| Gresini Racing MotoGP                | Ducati      | Desmosedici GP24 | 73       | Álex Márquez          | 1–        |
| Honda HRC Castrol                    | Honda       | RC213V           | 10       | Luca Marini           | 1–7, 11–  |
| Honda HRC Castrol                    | Honda       | RC213V           | 30       | Nakagami Takaaki      | 9         |
| Honda HRC Castrol                    | Honda       | RC213V           | 36       | Joan Mir              | 1–        |
| Honda HRC Castrol                    | Honda       | RC213V           | 41       | Aleix Espargaró       | 10        |
| Honda HRC Test Team                  | Honda       | RC213V           | 30       | Nakagami Takaaki      | 6         |
| Honda HRC Test Team                  | Honda       | RC213V           | 41       | Aleix Espargaró       | 5, 7      |
| Castrol Honda LCR Idemitsu Honda LCR | Honda       | RC213V           | 5        | Johann Zarco          | 1–        |
| Castrol Honda LCR Idemitsu Honda LCR | Honda       | RC213V           | 30       | Nakagami Takaaki      | 12        |
| Castrol Honda LCR Idemitsu Honda LCR | Honda       | RC213V           | 35       | Somkiat Chantra       | 1–5, 7–10 |
| Castrol Honda LCR Idemitsu Honda LCR | Honda       | RC213V           | 41       | Aleix Espargaró       | 14        |
| Red Bull KTM Factory Racing          | KTM         | RC16             | 33       | Brad Binder           | 1–        |
| Red Bull KTM Factory Racing          | KTM         | RC16             | 37       | Pedro Acosta          | 1–        |
| Red Bull KTM Tech3                   | KTM         | RC16             | 12       | Maverick Viñales      | 1–11      |
| Red Bull KTM Tech3                   | KTM         | RC16             | 23       | Enea Bastianini       | 1–        |
| Red Bull KTM Tech3                   | KTM         | RC16             | 44       | Pol Espargaró         | 12, 14    |
| Monster Energy Yamaha MotoGP Team    | Yamaha      | YZR-M1           | 20       | Fabio Quartararo      | 1–        |
| Monster Energy Yamaha MotoGP Team    | Yamaha      | YZR-M1           | 42       | Álex Rins             | 1–        |
| Yamaha Factory Racing                | Yamaha      | YZR-M1           | 37       | Augusto Fernández     | 8, 12     |
| Prima Pramac Yamaha                  | Yamaha      | YZR-M1           | 37       | Augusto Fernández     | 3–5       |
| Prima Pramac Yamaha                  | Yamaha      | YZR-M1           | 43       | Jack Miller           | 1–        |
| Prima Pramac Yamaha                  | Yamaha      | YZR-M1           | 88       | Miguel Oliveira       | 1–2, 6–   |
| Források:                            |             |                  |          |                       |           |

| Magyarázat              | Magyarázat |
| ----------------------- | ---------- |
| Hivatalos versenyző     |            |
| Szabadkártyás versenyző |            |
| Helyettes versenyző     |            |

## Átigazolások

### Csapatváltások
- Pedro Acosta; GasGas Factory Racing Tech3 versenyző → Red Bull KTM Factory Racing versenyző[83]
- Jorge Martín; Prima Pramac Racing versenyző → Aprilia Racing versenyző[84]
- Marc Márquez; Gresini Racing MotoGP versenyző → Ducati Lenovo Team versenyző[50]
- Maverick Viñales; Aprilia Racing versenyző → Red Bull KTM Tech3 versenyző[72][73]
- Enea Bastianini; Ducati Lenovo Team versenyző → Red Bull KTM Tech3 versenyző[72][73]
- Marco Bezzecchi; Pertamina Enduro VR46 Racing Team versenyző → Aprilia Racing versenyző[85]
- Franco Morbidelli; Prima Pramac Racing versenyző → Pertamina Enduro VR46 Racing Team versenyző[52][53]
- Miguel Oliveira; Trackhouse Racing versenyző → Prima Pramac Racing versenyző[82]
- Jack Miller; Red Bull KTM Factory Racing versenyző → Prima Pramac Racing versenyző[80]

### Újonc versenyzők
- Fermín Aldeguer; Moto2, Sync Speed Up versenyző → Gresini Racing MotoGP versenyző[86][55]
- Ogura Ai; Moto2, MT Helmets – MSi versenyző → Trackhouse Racing versenyző[87]
- Somkiat Chantra; Moto2, Idemitsu Honda Team Asia versenyző → LCR Honda IDEMITSU versenyző[67]

### Távozó versenyzők
- Aleix Espargaró; Aprilia Racing versenyző → Honda HRC Castrol tesztversenyző[88][89]
- Augusto Fernández; GasGas Factory Racing Tech3 versenyző → Monster Energy Yamaha MotoGP Team tesztversenyző[73][90]
- Nakagami Takaaki; LCR Honda IDEMITSU versenyző → Honda HRC Castrol tesztversenyző[91]

### Év közbeni változások
- Jorge Martín a szezon előtti sepangi teszt első napján második bukása után jobb keze és bal lába is eltört, aminek következtében kénytelen volt kihagyni a hátralévő tesztnapokat.[92] Nem sokkal később a szezonnyitó thai forduló előtt edzésen újabb balesetett szenvedett el, ami következtében ki kellett hagyni a szezon első versenyhétvégéjét, ezért csapata  Lorenzo Savadori tesztpilótát indította helyette.[93] Argentínában és Amerikában is az olasz versenyző helyettesítette.[94][95] A katari nagydíj főfutamának 14. körében elesett a 12-es kanyar kijáratánál és a közvetlenül mögötte haladó Di Giannantonio pedig nem tudta teljesen kikerülni őt és eltalálta, majd az orvosi vizsgálatok után kiderült, hogy tizenegy bordája tört el, valamint légmell alakult ki nála.[96] Spanyolországban ismét  Lorenzo Savadori indult helyette.[97] Az ezt követő versenyeken is az olasz pilóta indult.[98][99]
- Miguel Oliveira az argentin sprintfutamon történt ütközése következtében kihagyta a főfutamot a bal vállában lévő szalagok állapota miatt.[100] Amerikában, Katarban és Spanyolországban is  Augusto Fernández helyettesítette.[79][101]
- Lorenzo Savadori az argentin időmérőn kificamította a bal vállát, majd visszalépett a főfutamon való indulástól.[102]
- Joan Mir a katari nagydíj időmérője után visszalépet a sprintfutamtól, miután gasztroenteritisz betegséggel küzdött.[103]
- Somkiat Chantra nem indult el a francia nagydíjon, miután nem épült fel a kompartment szindróma műtétjét követően.[104] A holland fordulót követő héten offroadedzés közben szenvedett lábsérülést szenvedett, ami miatt az oldalsó szalagjai annyira megrongálódtak, hogy kikellett hagynia a következő két versenyhétvégét.[105] Csehországban  Nakagami Takaaki pótolta.[106] Ausztriában csapata nem pótolta, de Magyarországon  Aleix Espargaró indul helyette.[68][69]
- Ogura Ai a brit nagydíj első szabadedzésének legvégén bukott és megsérült, ezért kihagyta a hétvége további részét.[107] Az aragóniai hétvégét is kihagyta, csapata nem pótolta.[99]
- Luca Marini kihagyta az aragóniai nagydíjat, miután a Szuzukai 8 órás versenyre való tesztelés közben balesetett szenvedett, bal oldali csípőficamot, szegycsonttörést és bal kulcscsonttörést szenvedett, valamint bal térdének szalagjai is megsérültek, ezenfelül tüdejének jobb oldalában légmell alakult ki.[108][98] Csapata nem pótolta.[99] Az olasz nagydíjon  Nakagami Takaaki indult helyette.[59][109] Hollandiában  Aleix Espargaró versenyzett.[61]
- Enea Bastianini Campylobacter-fertőzés miatt kihagyta a német nagydíjat.[110][111]
- Maverick Viñales a német nagydíj időmérő edzésén a vizes pálya elesett, ami következtében kificamodott a bal válla, ezért kihagyta a hétvége további részét.[112]  Pol Espargaró pótolta a cseh nagydíjon.[106] Ausztriában a kvalifikációt követően egy orvosi vizsgálat után versenyzésre alkalmatlannak nyilvánították.[113] Magyarországon ismét  Pol Espargaró helyettesítette.[74][114]
- Franco Morbidelli a német nagydíj sprintfutamán elesett és a bal kulcscsontjában elszenvedett zúzódás miatt nem vett részt a vasárnapi főfutamon.[115] A cseh nagydíjat is kihagyta, csapata nem pótolta.[116][117]
- Nakagami Takaaki Csehországban a sprintfutamon hátsó keresztszalag szakadást szenvedett, ezért nem vett részt a vasárnapi futamon.[118]

### Motort változtatott csapatok
- A  Prima Pramac Racing csapata  Ducatiról  Yamahára váltott.[78][119]

### Nevet változtatott csapatok
- A  Red Bull GASGAS Tech3 csapata ettől az évtől  Red Bull KTM Tech3 néven indul.[72]
- 2024. szeptember 8-án a San Marinó-i nagydíj hétvégéjén jelentették be, hogy a Honda Racing Corporation és a Repsol névadó szponzorként 30 évig tartó együttműködése megszűnt.[120]
- 2025. február 1-jén jelentették be, hogy a gyári Honda új névadó főtámogatója a Castrol lett.[18]

## Versenynaptár
| 1       | március 2.     | Thai nagydíj           | Chang International Circuit, Buriram                    |  |
| 2       | március 16.    | Argentin nagydíj       | Autódromo Termas de Río Hondo, Termas de Rio Hondo      |  |
| 3       | március 30.    | Amerikai nagydíj       | Circuit of the Americas, Austin                         |  |
| 4       | április 13.    | Katari nagydíj         | Losail International Circuit, Loszaíl                   |  |
| 5       | április 27.    | Spanyol nagydíj        | Circuito de Jerez-Ángel Nieto, Jerez de la Frontera     |  |
| 6       | május 11.      | Francia nagydíj        | Circuit Bugatti, Le Mans                                |  |
| 7       | május 25.      | Brit nagydíj           | Silverstone Circuit, Silverstone                        |  |
| 8       | június 8.      | Aragóniai nagydíj      | Ciudad del Motor de Aragón, Alcañiz                     |  |
| 9       | június 22.     | Olasz nagydíj          | Mugello Circuit, Scarperia e San Piero                  |  |
| 10      | június 29.     | Holland nagydíj        | TT Circuit Assen, Assen                                 |  |
| 11      | július 13.     | Német nagydíj          | Sachsenring, Hohenstein-Ernstthal                       |  |
| 12      | július 20.     | Cseh nagydíj           | Automotodrom Brno, Brno                                 |  |
| 13      | augusztus 17.  | Osztrák nagydíj        | Red Bull Ring, Spielberg                                |  |
| 14      | augusztus 24.  | Magyar nagydíj         | Balaton Park Circuit, Balatonfőkajár                    |  |
| 15      | szeptember 7.  | Katalán nagydíj        | Circuit de Barcelona-Catalunya, Montmeló                |  |
| 16      | szeptember 14. | Emilia-Romagna nagydíj | Misano World Circuit Marco Simoncelli, Misano Adriatico |  |
| 17      | szeptember 28. | Japán nagydíj          | Twin Ring Motegi, Motegi                                |  |
| 18      | október 5.     | Indonéz nagydíj        | Mandalika International Street Circuit, Lombok központ  |  |
| 19      | október 19.    | Ausztrál nagydíj       | Phillip Island Grand Prix Circuit, Ventnor              |  |
| 20      | október 26.    | Maláj nagydíj          | Sepang International Circuit, Sepang                    |  |
| 21      | november 9.    | Portugál nagydíj       | Algarve International Circuit, Portimão                 |  |
| 22      | november 16.   | Valenciai nagydíj      | Circuit Ricardo Tormo, Valencia                         |  |
| Forrás: |                |                        |                                                         |  |

Tartalék helyszínként a következő nagydíjat tervezik:
| Nagydíj        | Pálya                                      |
| -------------- | ------------------------------------------ |
| Indiai nagydíj | Buddh International Circuit, Greater Noida |

## Eredmények

### Összefoglaló
| Forduló | Nagydíj                     | Pole-pozíció      | Sprintfutam győztese | Leggyorsabb kör   | Győztes           | Győztes                   | Győztes     | Listavezető  | Előny | A nap versenyzője |
| Forduló | Nagydíj                     | Pole-pozíció      | Sprintfutam győztese | Leggyorsabb kör   | versenyző         | csapat                    | konstruktőr | Listavezető  | Előny | A nap versenyzője |
| ------- | --------------------------- | ----------------- | -------------------- | ----------------- | ----------------- | ------------------------- | ----------- | ------------ | ----- | ----------------- |
| 1       | MotoGP thai nagydíj         | Marc Márquez      | Marc Márquez         | Marc Márquez      | Marc Márquez      | Ducati Lenovo Team        | Ducati      | Marc Márquez | 8     |                   |
| 2       | MotoGP argentin nagydíj     | Marc Márquez      | Marc Márquez         | Marc Márquez      | Marc Márquez      | Ducati Lenovo Team        | Ducati      | Marc Márquez | 16    |                   |
| 3       | MotoGP Amerika nagydíj      | Marc Márquez      | Marc Márquez         | Marc Márquez      | Francesco Bagnaia | Ducati Lenovo Team        | Ducati      | Álex Márquez | 1     |                   |
| 4       | MotoGP katari nagydíj       | Marc Márquez      | Marc Márquez         | Marc Márquez      | Marc Márquez      | Ducati Lenovo Team        | Ducati      | Marc Márquez | 17    |                   |
| 5       | MotoGP spanyol nagydíj      | Fabio Quartararo  | Marc Márquez         | Álex Márquez      | Álex Márquez      | BK8 Gresini Racing MotoGP | Ducati      | Álex Márquez | 1     | Fabio Quartararo  |
| 6       | MotoGP francia nagydíj      | Fabio Quartararo  | Marc Márquez         | Álex Márquez      | Johann Zarco      | Castrol Honda LCR         | Honda       | Marc Márquez | 22    | Johann Zarco      |
| 7       | MotoGP brit nagydíj         | Fabio Quartararo  | Álex Márquez         | Marco Bezzecchi   | Marco Bezzecchi   | Aprilia Racing            | Aprilia     | Marc Márquez | 20    | Fabio Quartararo  |
| 8       | MotoGP aragóniai nagydíj    | Marc Márquez      | Marc Márquez         | Marc Márquez      | Marc Márquez      | Ducati Lenovo Team        | Ducati      | Marc Márquez | 32    | Marc Márquez      |
| 9       | MotoGP olasz nagydíj        | Marc Márquez      | Marc Márquez         | Franco Morbidelli | Marc Márquez      | Ducati Lenovo Team        | Ducati      | Marc Márquez | 40    | Marc Márquez      |
| 10      | MotoGP holland nagydíj      | Fabio Quartararo  | Marc Márquez         | Francesco Bagnaia | Marc Márquez      | Ducati Lenovo Team        | Ducati      | Marc Márquez | 68    | Marco Bezzecchi   |
| 11      | MotoGP német nagydíj        | Marc Márquez      | Marc Márquez         | Marc Márquez      | Marc Márquez      | Ducati Lenovo Team        | Ducati      | Marc Márquez | 83    | Marc Márquez      |
| 12      | MotoGP cseh nagydíj         | Francesco Bagnaia | Marc Márquez         | Marc Márquez      | Marc Márquez      | Ducati Lenovo Team        | Ducati      | Marc Márquez | 120   | Marc Márquez      |
| 13      | MotoGP osztrák nagydíj      | Marco Bezzecchi   | Marc Márquez         | Marco Bezzecchi   | Marc Márquez      | Ducati Lenovo Team        | Ducati      | Marc Márquez | 142   | Fermín Aldeguer   |
| 14      | MotoGP magyar nagydíj       |                   |                      |                   |                   |                           |             |              |       |                   |
| 15      | MotoGP katalán nagydíj      |                   |                      |                   |                   |                           |             |              |       |                   |
| 16      | MotoGP San Marinó-i nagydíj |                   |                      |                   |                   |                           |             |              |       |                   |
| 17      | MotoGP japán nagydíj        |                   |                      |                   |                   |                           |             |              |       |                   |
| 18      | MotoGP indonéz nagydíj      |                   |                      |                   |                   |                           |             |              |       |                   |
| 19      | MotoGP ausztrál nagydíj     |                   |                      |                   |                   |                           |             |              |       |                   |
| 20      | MotoGP maláj nagydíj        |                   |                      |                   |                   |                           |             |              |       |                   |
| 21      | MotoGP portugál nagydíj     |                   |                      |                   |                   |                           |             |              |       |                   |
| 22      | MotoGP valenciai nagydíj    |                   |                      |                   |                   |                           |             |              |       |                   |

Pontrendszer
| Helyezés    | 1. helyezett, aranyérmes | 2. helyezett, ezüstérmes | 3. helyezett, bronzérmes | 4. | 5. | 6. | 7. | 8. | 9. | 10. | 11. | 12. | 13. | 14. | 15. |
| Sprintfutam | 12                       | 9                        | 7                        | 6  | 5  | 4  | 3  | 2  | 1  | –   | –   | –   | –   | –   | –   |
| Főfutam     | 25                       | 20                       | 16                       | 13 | 11 | 10 | 9  | 8  | 7  | 6   | 5   | 4   | 3   | 2   | 1   |

### Versenyzők
(Félkövér: pole-pozíció, dőlt: leggyorsabb kör, 1-9 a sprintfutamon elért helyezés, a színkódokról részletes információ itt található)
| Helyezés                 | Versenyző             | #  | Motor   | THA  | ARG | AME  | QAT | ESP | FRA  | GBR  | ARA | ITA  | NED | GER  | CZE | AUT | HUN | CAT | RSM | JPN | IDN | AUS | MAL | POR | VAL | Pont |
| ------------------------ | --------------------- | -- | ------- | ---- | --- | ---- | --- | --- | ---- | ---- | --- | ---- | --- | ---- | --- | --- | --- | --- | --- | --- | --- | --- | --- | --- | --- | ---- |
| 1. helyezett, aranyérmes | Marc Márquez          | 93 | Ducati  | 1    | 1   | Ki 1 | 1   | 121 | 2 1  | 32   | 1   | 1    | 1   | 1    | 1   | 1 1 |     |     |     |     |     |     |     |     |     | 418  |
| 2. helyezett, ezüstérmes | Álex Márquez          | 73 | Ducati  | 2    | 2   | 2    | 62  | 1 2 | Ki 2 | 51   | 2   | 2 2  | Ki2 | 28   | Ki  | 102 |     |     |     |     |     |     |     |     |     | 276  |
| 3. helyezett, bronzérmes | Francesco Bagnaia     | 63 | Ducati  | 3    | 43  | 13   | 28  | 3   | 16   | Ki6  | 3   | 4 3  | 3 5 | 3    | 4 7 | 8   |     |     |     |     |     |     |     |     |     | 221  |
| 4                        | Marco Bezzecchi       | 72 | Aprilia | 6    | Ki6 | 6    | 9   | 148 | 14   | 14   | 8   | 5 6  | 23  | Ki 2 | 24  | 3 4 |     |     |     |     |     |     |     |     |     | 178  |
| 5                        | Franco Morbidelli     | 21 | Ducati  | 45   | 37  | 45   | 3   | Ki4 | 15   | 4    | 54  | 6 7  | 78  | Ni   |     | 11  |     |     |     |     |     |     |     |     |     | 144  |
| 6                        | Fabio Di Giannantonio | 49 | Ducati  | 10   | 5   | 34   | 166 | 56  | 8 7  | 93   | 96  | 3 5  | 64  | Ki4  | 16  | Ki8 |     |     |     |     |     |     |     |     |     | 144  |
| 7                        | Pedro Acosta          | 37 | KTM     | 196  | 89  | Ki7  | 8   | 7   | 4    | 68   | 45  | 8    | 49  | Ki9  | 32  | 43  |     |     |     |     |     |     |     |     |     | 144  |
| 8                        | Fermín Aldeguer       | 54 | Ducati  | 13   | 16  | Ki   | 54  | Ki5 | 3 3  | 8    | 6 3 | 12 9 | Ki7 | 5    | 11  | 26  |     |     |     |     |     |     |     |     |     | 121  |
| 9                        | Johann Zarco          | 5  | Honda   | 7    | 64  | 17   | 4   | 11  | 16   | 25   | Ki  | Ki   | 12  | Ki 7 | 138 | 129 |     |     |     |     |     |     |     |     |     | 114  |
| 10                       | Fabio Quartararo      | 20 | Yamaha  | 15 7 | 14  | 106  | 75  | 2   | Ki 4 | Ki 7 | Ki  | 14   | 10  | 43   | 65  | 15  |     |     |     |     |     |     |     |     |     | 103  |
| 11                       | Brad Binder           | 33 | KTM     | 8 8  | 7   | Ki   | 13  | 6   | Ki   | 14   | Ki9 | 9    | 11  | 76   | 8   | 75  |     |     |     |     |     |     |     |     |     | 82   |
| 12                       | Raúl Fernández        | 25 | Aprilia | Ki   | 15  | 12   | 17  | 15  | 7    | 12   | 10  | 7 8  | 8   | 9    | 56  | 9   |     |     |     |     |     |     |     |     |     | 73   |
| 13                       | Maverick Viñales      | 12 | KTM     | 16   | 12  | 14   | 14  | 47  | 5    | 11   | 187 | Ki4  | 56  | Ni   |     | Ni  |     |     |     |     |     |     |     |     |     | 69   |
| 14                       | Enea Bastianini       | 23 | KTM     | 9    | 17  | 7    | 11  | 9   | 13   | 17   | 12  | Ki   | 9   | Vi   | Ki3 | 57  |     |     |     |     |     |     |     |     |     | 63   |
| 15                       | Luca Marini           | 10 | Honda   | 12   | 10  | 8    | 10  | 10  | 11   | 15   |     |      |     | 6    | 12  | 13  |     |     |     |     |     |     |     |     |     | 55   |
| 16                       | Ogura Ai              | 79 | Aprilia | 54   | Kiz | 9    | 157 | 8   | 10   | Ni   |     | 10   | Ki  | Ki   | 14  | 14  |     |     |     |     |     |     |     |     |     | 53   |
| 17                       | Jack Miller           | 43 | Yamaha  | 11   | 13  | 5    | Ki  | Ki  | Ki   | 79   | 14  | Ki   | 14  | 8 5  | 10  | 18  |     |     |     |     |     |     |     |     |     | 52   |
| 18                       | Joan Mir              | 36 | Honda   | Ki 9 | 98  | Ki   | Ki  | Ki9 | Ki9  | 10   | 7   | 11   | Ki  | Ki   | Ki  | 6   |     |     |     |     |     |     |     |     |     | 42   |
| 19                       | Álex Rins             | 42 | Yamaha  | 17   | 11  | 11   | 12  | 13  | 128  | 13   | 11  | 15   | 13  | 10   | 15  | 16  |     |     |     |     |     |     |     |     |     | 42   |
| 20                       | Nakagami Takaaki      | 30 | Honda   |      |     |      |     |     | 6    |      |     |      |     |      |     |     |     |     |     |     |     |     |     |     |     | 10   |
| 20                       | Nakagami Takaaki      | 30 | Honda   |      |     |      |     |     |      |      |     | 16   |     |      |     |     |     |     |     |     |     |     |     |     |     | 10   |
| 20                       | Nakagami Takaaki      | 30 | Honda   |      |     |      |     |     |      |      |     |      |     |      | Ni  |     |     |     |     |     |     |     |     |     |     | 10   |
| 21                       | Jorge Martín          | 1  | Aprilia |      |     |      | Ki  |     |      |      |     |      |     |      | 7   | Ki  |     |     |     |     |     |     |     |     |     | 9    |
| 22                       | Lorenzo Savadori      | 42 | Aprilia | 20   | Ni  | 15   |     | 18  | 9    | 18   | 17  | 17   | Ki  | Ki   |     |     |     |     |     |     |     |     |     |     |     | 8    |
| 23                       | Pol Espargaró         | 44 | KTM     |      |     |      |     |     |      |      |     |      |     |      | 9   |     |     |     |     |     |     |     |     |     |     | 8    |
| 23                       | Augusto Fernández     | 37 | Yamaha  |      |     | 13   | Ki  | 16  |      |      |     |      |     |      |     |     |     |     |     |     |     |     |     |     |     | 6    |
| 23                       | Augusto Fernández     | 37 | Yamaha  |      |     |      |     |     |      |      | 13  |      |     |      | 18  |     |     |     |     |     |     |     |     |     |     | 6    |
| 25                       | Miguel Oliveira       | 88 | Yamaha  | 14   | Ni  |      |     |     | Ki   | 16   | 15  | 13   | Ki  | Ki   | 17  | 17  |     |     |     |     |     |     |     |     |     | 6    |
| 26                       | Somkiat Chantra       | 35 | Honda   | 18   | 18  | 16   | 18  | Ki  |      | 19   | 16  | 18   | 15  |      |     |     |     |     |     |     |     |     |     |     |     | 1    |
| 27                       | Aleix Espargaró       | 41 | Honda   |      |     |      |     | 17  |      | Ki   |     |      |     |      |     |     |     |     |     |     |     |     |     |     |     | 0    |
| 27                       | Aleix Espargaró       | 41 | Honda   |      |     |      |     |     |      |      |     |      | 16  |      |     |     |     |     |     |     |     |     |     |     |     | 0    |
| 27                       | Aleix Espargaró       | 41 | Honda   |      |     |      |     |     |      |      |     |      |     |      |     |     |     |     |     |     |     |     |     |     |     | 0    |
| Helyezés                 | Versenyző             | #  | Motor   | THA  | ARG | AME  | QAT | ESP | FRA  | GBR  | ARA | ITA  | NED | GER  | CZE | AUT | HUN | CAT | RSM | JPN | IDN | AUS | MAL | POR | VAL | Pont |

### Gyártók
| Helyezés                 | Gyártó  | THA  | ARG | AME | QAT | ESP | FRA | GBR | ARA | ITA | NED | GER | CZE | AUT | HUN | CAT | RSM | JPN | IDN | AUS | MAL | POR | VAL | Pont |
| ------------------------ | ------- | ---- | --- | --- | --- | --- | --- | --- | --- | --- | --- | --- | --- | --- | --- | --- | --- | --- | --- | --- | --- | --- | --- | ---- |
| 1. helyezett, aranyérmes | Ducati  | 1 1  | 1 1 | 1   | 1   | 1   | 21  | 31  | 1 1 | 1 1 | 1   | 1   | 1   | 1   |     |     |     |     |     |     |     |     |     | 467  |
| 2. helyezett, ezüstérmes | Aprilia | 5 4  | 156 | 69  | 97  | 8   | 7   | 14  | 8   | 56  | 23  | 92  | 24  | 34  |     |     |     |     |     |     |     |     |     | 209  |
| 3. helyezett, bronzérmes | KTM     | 8 6  | 79  | 7   | 8   | 47  | 45  | 68  | 45  | 84  | 46  | 76  | 32  | 43  |     |     |     |     |     |     |     |     |     | 195  |
| 4                        | Honda   | 7 9  | 64  | 8   | 4   | 109 | 16  | 25  | 7   | 11  | 12  | 67  | 128 | 69  |     |     |     |     |     |     |     |     |     | 158  |
| 5                        | Yamaha  | 11 7 | 11  | 56  | 75  | 2   | 124 | 7   | 11  | 13  | 10  | 43  | 65  | 15  |     |     |     |     |     |     |     |     |     | 134  |
| Helyezés                 | Gyártó  | THA  | ARG | AME | QAT | ESP | FRA | GBR | ARA | ITA | NED | GER | CZE | AUT | HUN | CAT | RSM | JPN | IDN | AUS | MAL | POR | VAL | Pont |

### Csapatok
| Helyezés                 | Csapat                            | #  | THA | ARG | AME  | QAT | ESP | FRA  | GBR  | ARA | ITA  | NED | GER | CZE | AUT | HUN | CAT | RSM | JPN | IDN | AUS | MAL | POR | VAL | Pont |
| ------------------------ | --------------------------------- | -- | --- | --- | ---- | --- | --- | ---- | ---- | --- | ---- | --- | --- | --- | --- | --- | --- | --- | --- | --- | --- | --- | --- | --- | ---- |
| 1. helyezett, aranyérmes | Ducati Lenovo Team                | 63 | 3   | 43  | 13   | 28  | 3   | 16   | Ki6  | 3   | 43   | 3 5 | 3   | 4 7 |     |     |     |     |     |     |     |     |     |     | 594  |
| 1. helyezett, aranyérmes | Ducati Lenovo Team                | 93 | 1   | 1   | Ki 1 | 1   | 121 | 21   | 32   | 1   | 1    | 1   | 1   | 1   |     |     |     |     |     |     |     |     |     |     | 594  |
| 2. helyezett, ezüstérmes | BK8 Gresini Racing MotoGP         | 54 | 13  | 16  | Ki   | 54  | Ki5 | 3    | 8    | 63  | 12 9 | Ki7 | 5   | 11  |     |     |     |     |     |     |     |     |     |     | 358  |
| 2. helyezett, ezüstérmes | BK8 Gresini Racing MotoGP         | 73 | 2   | 2   | 2    | 62  | 1 2 | Ki2  | 51   | 2   | 2 2  | Ki2 | 28  | Ki  |     |     |     |     |     |     |     |     |     |     | 358  |
| 3. helyezett, bronzérmes | Pertamina Enduro VR46 Racing Team | 21 | 45  | 37  | 45   | 3   | Ki4 | 15   | 4    | 54  | 6 7  | 68  | Ni  |     |     |     |     |     |     |     |     |     |     |     | 281  |
| 3. helyezett, bronzérmes | Pertamina Enduro VR46 Racing Team | 49 | 10  | 5   | 34   | 166 | 56  | 87   | 93   | 96  | 3 5  | 74  | Ki4 | 16  |     |     |     |     |     |     |     |     |     |     | 281  |
| 4                        | Red Bull KTM Factory Racing       | 33 | 8   | 7   | Ki   | 13  | 6   | Ki   | 14   | Ki9 | 9    | 11  | 76  | 8   |     |     |     |     |     |     |     |     |     |     | 192  |
| 4                        | Red Bull KTM Factory Racing       | 37 | 196 | 89  | Ki7  | 8   | 7   | 4    | 68   | 45  | 8    | 49  | Ki9 | 32  |     |     |     |     |     |     |     |     |     |     | 192  |
| 5                        | Aprilia Racing                    | 1  |     |     |      | Ki  |     |      |      |     |      |     |     | 7   |     |     |     |     |     |     |     |     |     |     | 173  |
| 5                        | Aprilia Racing                    | 32 | 20  | Ni  | 15   |     | 18  | 9    | 18   | 17  | 17   | Ki  | Ki  |     |     |     |     |     |     |     |     |     |     |     | 173  |
| 5                        | Aprilia Racing                    | 72 | 6   | Ki6 | 6    | 9   | 148 | 14   | 1 4  | 8   | 5 6  | 23  | Ki2 | 24  |     |     |     |     |     |     |     |     |     |     | 173  |
| 6                        | Monster Energy Yamaha MotoGP Team | 20 | 157 | 14  | 106  | 75  | 2   | Ki 4 | Ki 7 | Ki  | 14   | 10  | 43  | 65  |     |     |     |     |     |     |     |     |     |     | 144  |
| 6                        | Monster Energy Yamaha MotoGP Team | 42 | 17  | 11  | 11   | 12  | 13  | 128  | 13   | 11  | 15   | 13  | 10  | 15  |     |     |     |     |     |     |     |     |     |     | 144  |
| 7                        | Red Bull KTM Tech3                | 12 | 16  | 12  | 14   | 14  | 47  | 5    | 11   | 187 | Ki4  | 56  | Ni  |     |     |     |     |     |     |     |     |     |     |     | 129  |
| 7                        | Red Bull KTM Tech3                | 23 | 9   | 17  | 7    | 11  | 9   | 13   | 17   | 12  | Ki   | 9   | Vi  | Ki3 |     |     |     |     |     |     |     |     |     |     | 129  |
| 7                        | Red Bull KTM Tech3                | 44 |     |     |      |     |     |      |      |     |      |     |     | 9   |     |     |     |     |     |     |     |     |     |     | 129  |
| 8                        | Trackhouse MotoGP Team            | 25 | Ki  | 15  | 12   | 17  | 15  | 7    | 12   | 10  | 7 8  | 8   | 9   | 56  |     |     |     |     |     |     |     |     |     |     | 117  |
| 8                        | Trackhouse MotoGP Team            | 79 | 54  | Kiz | 9    | 157 | 8   | 10   | Ni   |     | 10   | Ki  | Ki  | 14  |     |     |     |     |     |     |     |     |     |     | 117  |
| 9                        | LCR Honda                         | 5  | 7   | 64  | 17   | 4   | 11  | 16   | 25   | Ki  | Ki   | 12  | Ki7 | 138 |     |     |     |     |     |     |     |     |     |     | 110  |
| 9                        | LCR Honda                         | 30 |     |     |      |     |     |      |      |     |      |     |     | Ni  |     |     |     |     |     |     |     |     |     |     | 110  |
| 9                        | LCR Honda                         | 35 | 18  | 18  | 16   | 18  | Ki  |      | 19   | 16  | 18   | 15  |     |     |     |     |     |     |     |     |     |     |     |     | 110  |
| 10                       | Honda HRC Castrol                 | 10 | 12  | 10  | 8    | 10  | 10  | 11   | 15   |     |      |     | 6   | 12  |     |     |     |     |     |     |     |     |     |     | 84   |
| 10                       | Honda HRC Castrol                 | 30 |     |     |      |     |     |      |      |     | 16   |     |     |     |     |     |     |     |     |     |     |     |     |     | 84   |
| 10                       | Honda HRC Castrol                 | 36 | Ki9 | 98  | Ki   | Ki  | Ki9 | Ki9  | 10   | 7   | 11   | Ki  | Ki  | Ki  |     |     |     |     |     |     |     |     |     |     | 84   |
| 10                       | Honda HRC Castrol                 | 41 |     |     |      |     |     |      |      |     |      | 16  |     |     |     |     |     |     |     |     |     |     |     |     | 84   |
| 11                       | Prima Pramac Yamaha               | 7  |     |     | 13   | Ki  | 16  |      |      |     |      |     |     |     |     |     |     |     |     |     |     |     |     |     | 61   |
| 11                       | Prima Pramac Yamaha               | 43 | 11  | 13  | 5    | Ki  | Ki  | Ki   | 79   | 14  | Ki   | 14  | 85  | 10  |     |     |     |     |     |     |     |     |     |     | 61   |
| 11                       | Prima Pramac Yamaha               | 88 | 14  | Ni  |      |     |     | Ki   | 16   | 15  | 13   | Ki  | Ki  | 17  |     |     |     |     |     |     |     |     |     |     | 61   |
| Helyezés                 | Csapat                            | #  | THA | ARG | AME  | QAT | ESP | FRA  | GBR  | ARA | ITA  | NED | GER | CZE | AUT | HUN | CAT | RSM | JPN | IDN | AUS | MAL | POR | VAL | Pont |